# Partecipanti al Giro d'Italia 1993
Elenco dei partecipanti al Giro d'Italia 1993.
Il Giro d'Italia 1993 fu la settantaseiesima edizione della corsa. Alla competizione presero parte 20 squadre, ciascuna delle quali composta da nove corridori, per un totale di 180 ciclisti. La corsa partì il 23 maggio da Porto Azzurro e terminò il 13 giugno a Milano; in quest'ultima località portarono a termine la competizione 132 corridori. 

## Corridori per squadra
Nota: R ritirato, NP non partito, FT fuori tempo, SQ squalificato.
| Banesto                     | Banesto                     | Banesto                     | Festina-Lotus             | Festina-Lotus             | Festina-Lotus             | Mercatone Uno-Medeghini    | Mercatone Uno-Medeghini    | Mercatone Uno-Medeghini    |
| --------------------------- | --------------------------- | --------------------------- | ------------------------- | ------------------------- | ------------------------- | -------------------------- | -------------------------- | -------------------------- |
| 1                           | Miguel Indurain             | 1°                          | 71                        | Jos van Aert              | 58°                       | 141                        | Adriano Baffi              | 80°                        |
| 2                           | José Luis Arrieta           | 105°                        | 72                        | Falk Boden                | 78°                       | 142                        | Fabio Bordonali            | 29°                        |
| 3                           | Armand de Las Cuevas        | 43°                         | 73                        | Carlo Finco               | 56°                       | 143                        | Mariano Piccoli            | 84°                        |
| 4                           | José Luis de Santos         | 72°                         | 74                        | Romes Gajnetdinov         | 46°                       | 144                        | Francesco Casagrande       | 40°                        |
| 5                           | Stéphane Heulot             | R 4ª                        | 75                        | Fernando Pinero           | R 7ª                      | 145                        | Flavio Giupponi            | 11°                        |
| 6                           | Prudencio Indurain          | 63°                         | 76                        | Jurij Manujlov            | 108°                      | 146                        | Bruno Leali                | 15°                        |
| 7                           | Fabrice Philipot            | R 6ª                        | 77                        | Xavier Pérez Font         | FTM 1ª                    | 147                        | Adrie van der Poel         | 100°                       |
| 8                           | Gérard Rué                  | 31°                         | 78                        | Eric Van Lancker          | 68°                       | 148                        | Enrico Zaina               | 16°                        |
| 9                           | Francisco San Román         | FTM 14ª                     | 79                        | Steven Rooks              | R 11ª                     | 149                        | Giuseppe Petito            | 93°                        |
| Amore & Vita-Galatron       | Amore & Vita-Galatron       | Amore & Vita-Galatron       | Gan                       | Gan                       | Gan                       | MG Boys Maglificio-Bianchi | MG Boys Maglificio-Bianchi | MG Boys Maglificio-Bianchi |
| 11                          | Gianluigi Barsottelli       | FTM 14ª                     | 81                        | Nicolas Aubier            | FTM 14ª                   | 151                        | Fabio Baldato              | 88°                        |
| 12                          | Stefano Giraldi             | 132°                        | 82                        | Laurent Bezault           | R 13ª                     | 152                        | Franco Chioccioli          | 19°                        |
| 13                          | Giuseppe Calcaterra         | 96°                         | 83                        | Christophe Capelle        | R 13ª                     | 153                        | Zenon Jaskuła              | 10°                        |
| 14                          | Riccardo Forconi            | 130°                        | 84                        | Philippe Casado           | 81°                       | 154                        | Roberto Gusmeroli          | 45°                        |
| 15                          | Vincenzo Galati             | 104°                        | 85                        | Hervé Garel               | R 11ª                     | 155                        | Laurent Pillon             | 41°                        |
| 16                          | Rodolfo Massi               | R 4ª                        | 86                        | Greg LeMond               | NP 20ª                    | 156                        | Franco Vona                | 57°                        |
| 17                          | Flavio Milan                | FTM 1ª                      | 87                        | Francis Moreau            | 95°                       | 157                        | Andrei Tchmil              | 101°                       |
| 18                          | Maurizio Molinari           | 99°                         | 88                        | Eddy Seigneur             | R 12ª                     | 158                        | Flavio Vanzella            | 82°                        |
| 19                          | Bruno Risi                  | R 12ª                       | 89                        | Jérôme Simon              | 44°                       | 159                        | Eros Poli                  | 131°                       |
| Artiach-Filipinos-Chiquilin | Artiach-Filipinos-Chiquilin | Artiach-Filipinos-Chiquilin | Gatorade-Bianchi          | Gatorade-Bianchi          | Gatorade-Bianchi          | Motorola-Magniflex         | Motorola-Magniflex         | Motorola-Magniflex         |
| 21                          | Daniel Clavero              | R 11ª                       | 91                        | Gianni Bugno              | 18°                       | 161                        | Andrew Hampsten            | 14°                        |
| 22                          | Eduardo Chozas              | 32°                         | 92                        | Andrea Chiurato           | R 1ª                      | 162                        | Norman Alvis               | 127°                       |
| 23                          | Luis Edgar Espinosa         | 86°                         | 93                        | Mario Manzoni             | 121°                      | 163                        | Steve Bauer                | 89°                        |
| 24                          | Américo da Silva            | 116°                        | 94                        | Abelardo Rondón           | 22°                       | 164                        | Michel Dernies             | 125°                       |
| 25                          | Orlando Rodrigues           | FTM 6ª                      | 95                        | Pello Ruiz Cabestany      | R 12ª                     | 165                        | Kai Hundertmarck           | 48°                        |
| 26                          | Alfonso Gutiérrez           | FTM 1ª                      | 96                        | Oscar Pellicioli          | 50°                       | 166                        | Steve Larsen               | 129°                       |
| 27                          | Carmelo Miranda             | 79°                         | 97                        | Mario Scirea              | 115°                      | 167                        | Christophe Manin           | 93°                        |
| 28                          | Asensio Navarro             | 114°                        | 98                        | Stefano Zanatta           | 126°                      | 168                        | Álvaro Mejía               | 30°                        |
| 29                          | Vicente Ridaura             | 102°                        | 99                        | Valerio Tebaldi           | R 14ª                     | 169                        | Bjørn Stenersen            | 91°                        |
| Carrera-Tassoni             | Carrera-Tassoni             | Carrera-Tassoni             | Jolly Componibili-Club 88 | Jolly Componibili-Club 88 | Jolly Componibili-Club 88 | Navigare-Blue Storm        | Navigare-Blue Storm        | Navigare-Blue Storm        |
| 31                          | Claudio Chiappucci          | 3°                          | 101                       | Valter Bonca              | 35°                       | 171                        | Roberto Pagnin             | R 5ª                       |
| 32                          | Stephen Roche               | 9°                          | 102                       | Paolo Botarelli           | 54°                       | 172                        | Stefano Zanini             | NP 15ª                     |
| 33                          | Guido Bontempi              | 60°                         | 103                       | Maurizio Nuzzi            | 74°                       | 173                        | Fabiano Fontanelli         | 118°                       |
| 34                          | Marco Pantani               | R 18ª                       | 104                       | Dmitrij Konyšev           | 26°                       | 174                        | Massimo Podenzana          | 53°                        |
| 35                          | Volodymyr Pulnikov          | 7°                          | 105                       | Jean-Claude Leclercq      | R 15ª                     | 175                        | Aleksandr Šefer            | R 14ª                      |
| 36                          | Remo Rossi                  | FTM 14ª                     | 106                       | Endrio Leoni              | 106°                      | 176                        | Masatoshi Ichikawa         | NP 15ª                     |
| 37                          | Fabio Roscioli              | 62°                         | 107                       | Erich Mächler             | 120°                      | 177                        | Michele Coppolillo         | 77°                        |
| 38                          | Mario Chiesa                | 64°                         | 108                       | Dario Mariuzzo            | SQ 15ª                    | 178                        | Luboš Lom                  | 122°                       |
| 39                          | Andrea Tafi                 | R 17ª                       | 109                       | Marcello Siboni           | R 11ª                     | 179                        | Angelo Citracca            | 103°                       |
| Castorama                   | Castorama                   | Castorama                   | Kelme-Xacobeo             | Kelme-Xacobeo             | Kelme-Xacobeo             | Telekom-Merckx             | Telekom-Merckx             | Telekom-Merckx             |
| 41                          | Luc Leblanc                 | R 17ª                       | 111                       | Asjat Saitov              | 113°                      | 181                        | Rolf Aldag                 | 70°                        |
| 42                          | Thierry Bourguignon         | 25°                         | 112                       | Hernán Buenahora          | R 7ª                      | 182                        | Uwe Ampler                 | R 6ª                       |
| 43                          | Philippe Bouvatier          | R 10ª                       | 113                       | Nestor Mora               | 37°                       | 183                        | Udo Bölts                  | 33°                        |
| 44                          | Emmanuel Magnien            | 119°                        | 114                       | Martín Farfán             | R 17ª                     | 184                        | Bernd Gröne                | R 14ª                      |
| 45                          | Laurent Desbiens            | 71°                         | 115                       | Juan José Martínez Diaz   | 59°                       | 185                        | Jens Heppner               | R 17ª                      |
| 46                          | Laurent Madouas             | 34°                         | 116                       | Julio Cesar Cadena        | 51°                       | 186                        | Mario Kummer               | 67°                        |
| 47                          | Laurent Brochard            | 27°                         | 117                       | Federico Muñoz            | 38°                       | 187                        | Uwe Raab                   | R 14ª                      |
| 48                          | Dante Rezze                 | 117°                        | 118                       | Luis Felipe Moreno        | 49°                       | 188                        | Steffen Wesemann           | R 7ª                       |
| 49                          | Bruno Thibout               | 85°                         | 119                       | Francisco Cabello         | 111°                      | 189                        | Christian Henn             | 97°                        |
| Ariostea                    | Ariostea                    | Ariostea                    | Lampre-Polti              | Lampre-Polti              | Lampre-Polti              | ZG Mobili                  | ZG Mobili                  | ZG Mobili                  |
| 51                          | Fabio Casartelli            | 107°                        | 121                       | Maurizio Fondriest        | 8°                        | 191                        | Leonardo Sierra            | 39°                        |
| 52                          | Bruno Cenghialta            | 47°                         | 122                       | Gianluca Bortolami        | 55°                       | 192                        | Massimo Ghirotto           | 69°                        |
| 53                          | Roberto Conti               | NP 19ª                      | 123                       | Stefano Allocchio         | 110°                      | 193                        | Giancarlo Perini           | 76°                        |
| 54                          | Giorgio Furlan              | 12°                         | 124                       | Wladimir Belli            | 13°                       | 194                        | Gianni Faresin             | 23°                        |
| 55                          | Massimiliano Lelli          | 4°                          | 125                       | Acácio da Silva           | 73°                       | 195                        | Stefano Colagè             | 87°                        |
| 56                          | Davide Cassani              | 66°                         | 126                       | Oleksandr Hončenkov       | NP 18ª                    | 196                        | Michele Moro               | 128°                       |
| 57                          | Bjarne Riis                 | NP 19ª                      | 127                       | Pavel Tonkov              | 5°                        | 197                        | Diego Trepin               | R 14ª                      |
| 58                          | Marco Saligari              | 52°                         | 128                       | Ján Svorada               | 123°                      | 198                        | Roberto Caruso             | 98°                        |
| 59                          | Mauro Antonio Santaromita   | 65°                         | 129                       | Marco Zen                 | 94°                       | 199                        | Nelson Rodríguez           | 20°                        |
| Mapei-Viner                 | Mapei-Viner                 | Mapei-Viner                 | Mecair-Ballan             | Mecair-Ballan             | Mecair-Ballan             |                            |                            |                            |
| 61                          | Marco Giovannetti           | 28°                         | 131                       | Moreno Argentin           | 6°                        |                            |                            |                            |
| 62                          | Mauro Consonni              | FTM 1ª                      | 132                       | Pëtr Ugrjumov             | 2°                        |                            |                            |                            |
| 63                          | Stefano Della Santa         | 21°                         | 133                       | Alberto Volpi             | 24°                       |                            |                            |                            |
| 64                          | Luca Gelfi                  | 36°                         | 134                       | Heinz Imboden             | 17°                       |                            |                            |                            |
| 65                          | Juan Carlos González        | R 14ª                       | 135                       | Dario Bottaro             | 75°                       |                            |                            |                            |
| 66                          | Santos Hernández            | 42°                         | 136                       | Evgenij Berzin            | 90°                       |                            |                            |                            |
| 67                          | Dario Nicoletti             | 109°                        | 137                       | Vladislav Bobrik          | 61°                       |                            |                            |                            |
| 68                          | Fabrizio Bontempi           | 112°                        | 138                       | Gianvito Martinelli       | FTM 1ª                    |                            |                            |                            |
| 69                          | Andrej Teterjuk             | 83°                         | 139                       | Andreas Kappes            | 124°                      |                            |                            |                            |

### Legenda
| Legenda          | Legenda | Legenda       | Legenda                                                  |
| ---------------- | --- | ------------- | -------------------------------------------------------- |
| Dorsale          | Dorsale di partenza del ciclista | Posizione     | Posizione finale nella classifica generale               |
| Maglia rosa      | Indica il vincitore della classifica generale                                                                                        | Maglia verde  | Indica il vincitore della classifica dei GPM             |
| Maglia ciclamino | Indica il vincitore della classifica a punti                                                                                         | Maglia bianca | Indica il vincitore della classifica dei giovani         |
| NP               | Indica un ciclista che non è ripartito in una tappa la mattina                                                                       | R             | Indica un ciclista che si è ritirato in una tappa        |
| FTM              | Indica un ciclista che ha concluso una tappa fuori tempo, ossia ha impiegato più tempo rispetto a quanto stabilito dal tempo massimo | EX            | Corridore escluso per non aver rispettato il regolamento |

## Corridori per nazione
Le nazionalità rappresentate nella manifestazione sono 27; in tabella il numero dei ciclisti suddivisi per la propria nazione di appartenenza:
| Numero ciclisti | Nazione |
| --------------- | --- |
| 78              | Italia |
| 23              | Francia |
| 18              | Spagna |
| 12              | Germania |
| 9               | Colombia |
| 7               | Russia |
| 4               | Stati Uniti |
| 3               | Paesi Bassi, Portogallo, Svizzera |
| 2               | Belgio, Kazakistan, Ucraina |
| 1               | Andorra, Canada, Danimarca, Irlanda, Giappone, Lettonia, Messico, Moldavia, Norvegia, Polonia, Rep. Ceca, Slovacchia, Slovenia, Venezuela |